# Вестмінстерський огляд
«Вестмінстерський огляд» (The Westminster Review) був щоквартальним британським виданням. Заснований у 1823 році як офіційний орган філософських радикалів, він видавався з 1824 по 1914 рік. Джеймс Мілл був одним з ключових осіб цього ліберального журналу до 1828 року.

## Історія

### Перші роки
У 1823 році газету заснував (і фінансував) Джеремі Бентам, який давно обмірковував можливість заснування журналу для пропаганди радикальних поглядів. У першому випуску журналу (січень 1824 року) була опублікована стаття Джеймса Мілля, яка слугувала провокаційним докором конкурентному, більш авторитетному журналу «Единбурзький огляд», звинувачуючи його в тому, що він є органом партії вігів і поділяє їхню схильність до «сидіння на паркані» в аристократичних інтересах. Суперечка викликала широкий суспільний резонанс, багато в чому, однак, критичний: «the Nuttall Encyclopædia», опублікована в 1907 році, зазначає, що «Breeches Review» стало прізвиськом для журналу, оскільки Френсіс Плейс був головним акціонером підприємства. Американський критик і активіст Джон Ніл також опублікував багато статей у ці ранні роки, працюючи особистим секретарем Бентама.
Тираж журналу швидко досяг трьох тисяч примірників, але, незважаючи на це, він не зміг стати беззбитковим; і коли до 1828 року початкове фінансування було вичерпано, він був проданий іншому власнику і більше не функціонував в інтересах радикалів.
У 1834 році сер Вільям Моулсворт профінансував новий радикальний журнал, який мав редагувати (неофіційно) Дж. С. Мілль, і який отримав назву «Лондонський огляд». Незабаром після цього Моулсворт купив «Вестмінстерський огляд» і об'єднав обидва журнали; і з квітня 1836 року по березень 1840 року журнал, що з'явився в результаті злиття, виходив під назвою «Лондонський і Вестмінстерський огляди». Після березня 1840 року і протягом наступного десятиліття журнал продовжував виходити під назвою "Вестмінстер Ревю", але вже з Вільямом Едвардом Гіксоном на посаді редактора замість Мілля. Незважаючи на фінансові труднощі, Мілль дійшов висновку, що "слід віддати йому [Гіксону] належне за те, що він зміг до певної міри зберегти характер "Ревю" як органу радикалізму і прогресу".

## Подальший розвиток подій
У 1851 році журнал придбав Джон Чепмен, що мешкав у Лондоні на вулиці Стренд, 142, видавець, який мав медичну освіту. Тоді ще невідома Мері Енн Еванс, пізніше більш відома під псевдонімом Джордж Еліот, об'єднала авторів журналу, серед яких були Френсіс Ньюман, В. Р. Грег, Гаррієт Мартіно та молодий журналіст Герберт Спенсер, який працював і дешево жив в офісі «Економіста» навпроти будинку Чепмена. Ці автори зустрілися того літа, щоб підтримати цей флагман вільної думки та реформ, до них приєдналися інші, зокрема Джон Стюарт Мілль, фізіолог Вільям Бенджамін Карпентер, Роберт Чемберс та Джордж Холіоук. Пізніше до них приєднався Томас Хакслі, амбітний молодий корабельний хірург, який вирішив стати натуралістом.
Анонімна стаття Джона Оксенфорда 1853 року "Іконоборство в німецькій філософії" була перекладена і опублікована у Vossische Zeitung. Це спричинило новий інтерес до праць Шопенгауера.
Мері Енн Еванс (Джордж Еліот) стала помічником редактора і підготувала чотиристорінковий проспект, в якому виклала їхні спільні переконання щодо прогресу, подолання хвороб і винагороди за талант, виклавши вільно визначений еволюціонізм як "фундаментальний принцип" того, що вони з Чепменом назвали "законом прогресу". Група розділилася щодо праці Томаса Мальтуса: Холіок виступав проти нього як проти принципу робітного дому, який звинувачував бідних у їхній бідності, тоді як для Грега і Мартіно це був закон природи, що заохочує до відповідальності та самовдосконалення. Чепмен попросив Герберта Спенсера написати про це суперечливе питання для першого випуску, і "Теорія народонаселення, виведена із загального закону плодючості тварин" Спенсера фактично з'явилася у другому випуску, підтримуючи болючий мальтузіанський принцип як істинний і такий, що самокоригується.
Після 1853 року Джон Тіндолл приєднався до Хакслі, щоб очолити науковий розділ «Вестмінстерського огляду» і сформувати групу еволюціоністів, які допомогли прокласти шлях до публікації «Походження видів» Чарльза Дарвіна в 1859 році і надали еволюційним ідеям підтримку в подальших дебатах. Термін "дарвінізм" вперше був надрукований Хакслі в його рецензії на "Походження" у квітневому випуску "Вестмінстер Ревю" за 1860 рік, який назвав книгу "справжньою гарматою Вітворта в арсеналі лібералізму", просуваючи науковий натуралізм над теологією і вихваляючи корисність ідей Дарвіна, водночас висловлюючи професійні застереження щодо дарвінівського градуалізму і сумніваючись у тому, що можна довести, що природний відбір здатен формувати нові види. У 1886 році "Ревю" опублікував есе Елеонори Маркс "Жіноче питання: З соціалістичної точки зору".
Після зміни власника у 1887 році, коли журнал перетворився на щомісячник, він перестав функціонувати на такому ж прогресивному та інтелектуальному рівні. Джон Чепмен помер у Парижі 25 листопада 1894 року, потрапивши під колеса таксі, а його дружина Ганна перебрала на себе обов'язки редактора журналу.

## Westminster and Foreign Quarterly Review
Foreign Quarterly Review був незалежним лондонським щоквартальником, який виходив з липня 1827 року по липень 1846 року (том 37). У жовтні 1846 року Foreign Quarterly Review об'єднався з Westminster Review. До січня 1847 року журнал, що утворився в результаті злиття, виходив одночасно під двома різними назвами: «Foreign Quarterly and Westminster Review» і «Westminster and Foreign Quarterly Review»; після січня 1847 року журнал виходив під назвою «Westminster and Foreign Quarterly Review». Останній номер під назвою «Westminster and Foreign Quarterly Review» вийшов у жовтні 1851 року (том 56, № 2); після цього номера журнал виходив під назвою «Westminster Review» і продовжував виходити під такою назвою до моменту припинення видання в 1914 році.